# Cúp bóng đá châu Đại Dương 1998
Cúp bóng đá châu Đại Dương 1998 là Cúp bóng đá châu Đại Dương lần thứ tư, diễn ra ở từ 25 tháng 9 đến 4 tháng 10. Giải đấu có 6 đội tuyển tham dự: Úc, New Zealand, Tahiti, Fiji, Vanuatu và Quần đảo Cook.
New Zealand giành chức vô địch lần thứ 2, sau khi vượt qua đương kim vô địch Úc 1–0 ở trận chung kết.

## Vòng sơ loại

### Cúp Melanesia 1998

#### Kết quả
| Đội                | Số trận | Thắng | Hòa | Thua | Bàn thắng | Bàn thua | Điểm |
| ------------------ | ------- | ----- | --- | ---- | --------- | -------- | ---- |
| Fiji               | 4       | 3     | 1   | 0    | 8         | 2        | 10   |
| Vanuatu            | 4       | 2     | 1   | 1    | 8         | 6        | 7    |
| Quần đảo Solomon   | 4       | 2     | 1   | 1    | 8         | 7        | 7    |
| Papua New Guinea   | 4       | 1     | 1   | 2    | 3         | 6        | 4    |
| Nouvelle-Calédonie | 4       | 0     | 0   | 4    | 4         | 10       | 0    |

Fiji và Vanuatu giành quyền vào chung kết.

### Cúp Polynesia 1998

#### Kết quả
| Đội            | Số trận | Thắng | Hòa | Thua | Bàn thắng | Bàn thua | Điểm |
| -------------- | ------- | ----- | --- | ---- | --------- | -------- | ---- |
| Tahiti         | 4       | 4     | 0   | 0    | 27        | 1        | 12   |
| Quần đảo Cook  | 4       | 2     | 1   | 1    | 8         | 11       | 7    |
| Samoa          | 4       | 2     | 0   | 2    | 8         | 7        | 6    |
| Tonga          | 4       | 1     | 1   | 2    | 5         | 9        | 4    |
| Samoa thuộc Mỹ | 4       | 0     | 0   | 4    | 3         | 23       | 0    |

Tahiti vàquần đảo Cook giành quyền vào chung kết.

## Địa điểm
| Brisbane |                  |
| Brisbane | Brisbane         |
| -------- | ---------------- |
| Brisbane | Lang Park        |
| Brisbane | Sức chứa: 52.500 |
| Brisbane |                  |

## Vòng chung kết

### Bảng A

#### Kết quả
| Đội         | Số trận | Thắng | Hòa | Thua | Bàn thắng | Bàn thua | Hiệu số | Điểm |
| ----------- | ------- | ----- | --- | ---- | --------- | -------- | ------- | ---- |
| New Zealand | 2       | 2     | 0   | 0    | 9         | 1        | +8      | 6    |
| Tahiti      | 2       | 1     | 0   | 1    | 5         | 2        | +3      | 3    |
| Vanuatu     | 2       | 0     | 0   | 2    | 2         | 13       | -11     | 0    |

#### Chi tiết
| New Zealand      | 1–0        | Tahiti |
| ---------------- | ---------- | ------ |
| Paama 13' (l.n.) | (Chi tiết) |        |

| New Zealand                                                         | 8–1        | Vanuatu          |
| ------------------------------------------------------------------- | ---------- | ---------------- |
| Christie 1' · Coveny 11', 25', 39', 40' · Ryan 34', 65' · Bunce 65' | (Chi tiết) | Roronamahava 45' |

| Tahiti                                          | 5–1        | Vanuatu   |
| ----------------------------------------------- | ---------- | --------- |
| Quennet 9', 10', 74' · Zaveroni 54' · Amaru 75' | (Chi tiết) | Rarai 82' |

### Bảng B

#### Kết quả
| Đội           | Số trận | Thắng | Hòa | Thua | Bàn thắng | Bàn thua | Hiệu số | Điểm |
| ------------- | ------- | ----- | --- | ---- | --------- | -------- | ------- | ---- |
| Úc            | 2       | 2     | 0   | 0    | 19        | 1        | +18     | 6    |
| Fiji          | 2       | 1     | 0   | 1    | 4         | 3        | +1      | 3    |
| Quần đảo Cook | 2       | 0     | 0   | 2    | 0         | 19       | -19     | 0    |

#### Chi tiết
| Úc                | 3–1        | Fiji          |
| ----------------- | ---------- | ------------- |
| Mori 2', 25', 44' | (Chi tiết) | Masinisau 62' |

| Úc | 16–0       | Quần đảo Cook |
| --- | ---------- | ------------- |
| Trimboli 1', 12', 63' · Mori 8', 15', 30', 34' · Maloney 17', 89' · Ceccoli 42' · Trajanovski 48', 68', 76' (ph.đ.), 88' · Chipperfield 66' · Halpin 80' | (Chi tiết) |               |

| Fiji                                              | 3–0        | Quần đảo Cook |
| ------------------------------------------------- | ---------- | ------------- |
| Dickinson 18' (l.n.) · Kilalwaca 54' · Nasema 85' | (Chi tiết) |               |

## Vòng đấu loại trực tiếp
|  | Bán kết                        | Bán kết |                                |   | Chung kết | Chung kết |
|  |                                |         |                                |   |           |           |
|  | 2 tháng 10 năm 1998 - Brisbane |         |                                |   |           |           |
|  |                                |         |                                |   |           |           |
|  | New Zealand                    | 1       |                                |   |           |           |
|  | New Zealand                    | 1       | 4 tháng 10 năm 1998 - Brisbane |   |           |           |
|  | Fiji                           | 0       |                                |   |           |           |
|  | Fiji                           | 0       | New Zealand                    | 1 |           |           |
|  | 2 tháng 10 năm 1998 - Brisbane |         | New Zealand                    | 1 |           |           |
|  |                                | Úc      | 0                              |   |           |           |
|  | Úc                             | Úc      | 0                              | 4 |           |           |
|  | Úc                             |         |                                | 4 |           |           |
|  | Tahiti                         | 1       |                                |   |           |           |
|  | Tahiti                         | 1       | Tranh hạng ba                  |   |           |           |
|  |                                |         |                                |   |           |           |
|  | 4 tháng 10 năm 1998 - Brisbane |         |                                |   |           |           |
|  |                                |         |                                |   |           |           |
|  | Fiji                           | 4       |                                |   |           |           |
|  | Fiji                           | 4       |                                |   |           |           |
|  | Tahiti                         | 2       |                                |   |           |           |

### Bán kết
| New Zealand | 1–0        | Fiji |
| ----------- | ---------- | ---- |
| Hay 88'     | (Chi tiết) |      |

| Úc                            | 4–1        | Tahiti      |
| ----------------------------- | ---------- | ----------- |
| Mori 1', 32', 81' · Veart 86' | (Chi tiết) | Labaste 55' |

### Tranh hạng ba
| Fiji                                   | 4–2        | Tahiti            |
| -------------------------------------- | ---------- | ----------------- |
| Masi 26', 31' · Lal 28' · Seruvatu 43' | (Chi tiết) | Rousseau 81', 82' |

### Chung kết
| New Zealand | 1–0        | Úc |
| ----------- | ---------- | -- |
| Burton 24'  | (Chi tiết) |    |

### Vô địch
| Vô địch Cúp bóng đá châu Đại Dương 1998 New Zealand Lần thứ hai |